# Sebastokrator
Sebastokrator (řecky σεβαστοκράτωρ – sebastokrator, bulharsky a srbsky севастократор – sevastokrator) byl vysoký dvorský titul v pozdní Byzantské říši. Byl také používán jinými vládci, jejichž státy s ní hraničily nebo ležely uvnitř sféry jejího vlivu (Bulharská říše a Srbská říše). Slovo je složeno z části sebastos (ctihodný, latinský ekvivalent je augustus) a krator (vládce, což se vyskytuje i ve slově autokrator – císař). Manželka sebastokratora byla v těchto jazycích nazývána sebastokratorissa (σεβαστοκρατόρισσα) nebo sevastokratica (севастократица).

## Dějiny
Titul vytvořil císař Alexios I Komnenos (1081–1118) na pro svého staršího bratra Izáka Komnena. Podle Anny Komnenovny chtěl Alexios povznést Izáka nad hodnost caesara, kterou již slíbil svému švagrovi Nikephoru Melissenovi. Anna Komnenovna srovnává hodnost sebastokratora s druhým císařem a také zaznamenává, že spolu s caesarem získal sebastokrator právo nosit korunu, ale nikoli císařskou čelenku. Za panování Komnenovců (1081–1185) byl titul nejvyšší po císaři, dokud Manuel I. nevytvořil titul despoty. V onom období byl udělován výhradně členům císařské rodiny, především mladším synům císaře.
Po dobytí Byzantské říše čtvrtou křížovou výpravou v roce 1204 se užívání titulu rozšířilo i v Latinské říši, Nikájském cisařství a Bulharské říši. V Nikájském cisařství a v obnovené Byzantské říši (po roce 1261) zůstal titul jednou z nejvyšších dvorských hodností a byl téměř vždy omezen na členy císařské rodiny. Posledním známým držitelem titulu byl Demetrios Kantakuzenos, vládce na Peloponésu koncem 14. století.
Rozlišovací barvou spojenou s titulem byla podle pramenů modř: sebastokratorův obřadní kostým se skládal z modrých punčoch a modrých bot. Jak zaznamenal Georgios Akropolites zhruba v roce 1260, odlišovali se sebastokratorové z císařské rodiny od ostatních tím, že na botách měli vyšívané zlaté orly. Do doby Georgia Kodina v polovině 14. století byly insignie spojené s titulem červeno-zlatý klobouk skiadion s lemem prošívaným zlatem a s pláštíkem s vyšitým jménem majitele a přívěsky stejnými, jako nosili despotové. Dále sem patřila červená tunika (rouchon) podobná císařově, ale bez výšivek ve stylu rizai a odznaků vojenské moci. O plášti (tamparion) se informace nedochovaly, ale punčochy byly modré. Nicméně když císař Jan VI. (v letech 1347–1354) povýšil své bratry Manuela a Jana do této hodnosti, dovolil jim nosit tamparii a stejné punčochy jako despotové. Sebastokratorovy boty a ponožky byly modré s orly vyšívanými zlatem na červeném pozadí; postroj jeho koně byl také modrý, potah sedla měl navíc čtyři červené vyšívané orly. Jeho stan byl bílý s modrými dekoracemi. Poznatky o vysokém oficiálním klobouku zvaném karanikon nejsou Kodinovi známy. Sebastokrator měl také právo podepisovat dokumenty zvláštním modrým inkoustem.

## Bulharsko
Kalojan patrně zdědil titul po smrti svého otce Alexandra (po roce 1232), syna Ivana Asena I. (1189 – 1196).

## Srbsko
Titul byl také užíván na dvoře Nemanjićů, kteří vládli středověkému Srbsku jako králové a císařové (1217 – 1346; 1346 – 1371).

## Seznam držitelů
- Alexandr Asen (+ po roce 1232), bulharský kníže
- Kalojan (od 1259), bulharský šlechtic, vládce Sofie
- Dejan (od 1346 – 1356), srbský šlechtic, vládce Žegligova a Preševa
- Alexios III Angelos
- Jan Angelos
- Sabas Asidenos, byzantský a nikájský šlechtic
- Conon de Béthune, francouzský křižák
- Konstantin Dukas z Thesálie
- Jan Dukas
- Stephanos Gabrielopulos
- Jan I Dukas z Thesálie
- Jan II Dukas z Thesálie
- Demetrios I. Kantakuzenos
- Andronikos Komnenos (syn Jana II.)
- Izák Komnenos (bratr Alexia I)
- Izák Komnenos (syn Alexia I)
- Izák Komnenos (syn Jana II.)
- Branko Mladenović, srbský velmož
- Momčil, vládce Rodopů
- Stefan I. srbský
- Jovan Oliver, srbský velmož
- Konstantin Palaiologos (nevlastní bratr Michaela VIII.) byzantský
- Jan Palaiologos (bratr Michaela VIII.) byzantský
- Vlatko Paskačić, srbský velmož
- Jan Petraliphas
- Strez, bulharský velmož
- Blasius Matarango (od 1358 – 67), albánský šlechtic, kníže karavastské oblasti

## Galerie

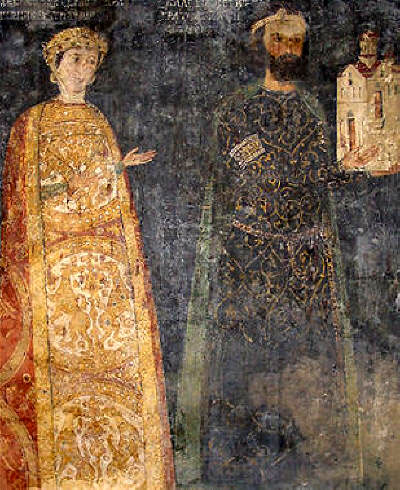
Portrét donátora, bulharského sebastokratora Kalojana, a jeho ženy Desislavy, freska z Bojanského kostela (1259)
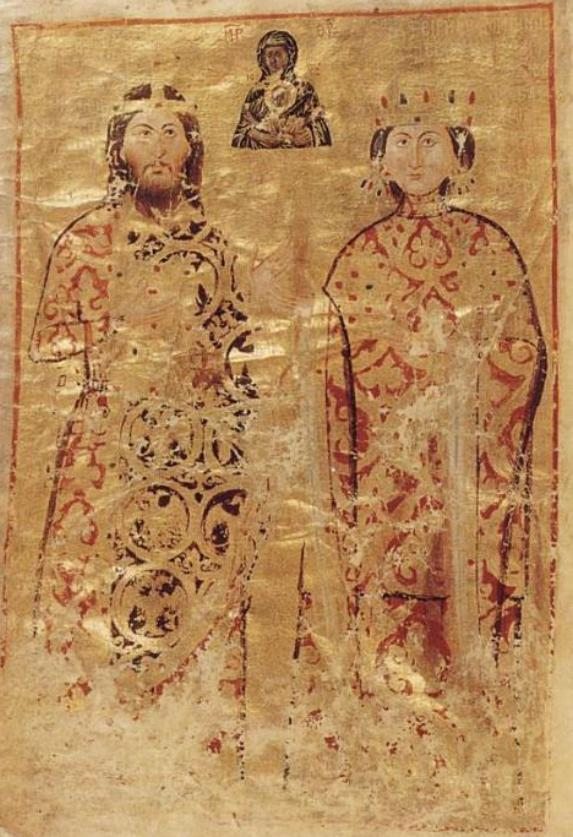
Sebastokrator Konstantin Palaiologos a jeho manželka Eirena. Portrét donátora z kláštera typikon z počátku 14. století
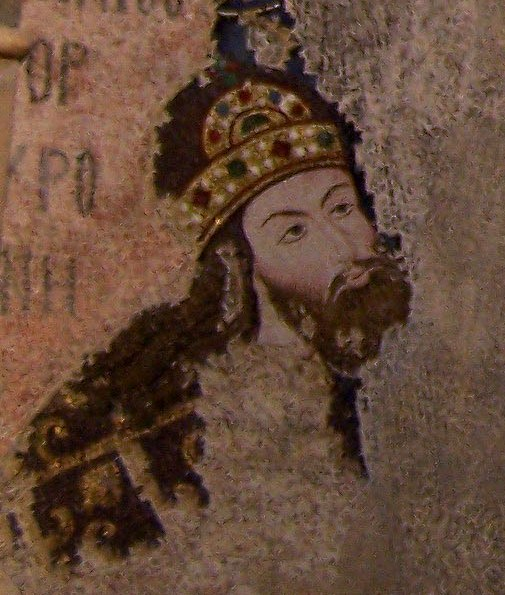
Byzantská freska v kostele svatého Spasitele na Chóru zobrazující sebastokratara Izáka Komnena, syna císaře Alexia I. Komnena
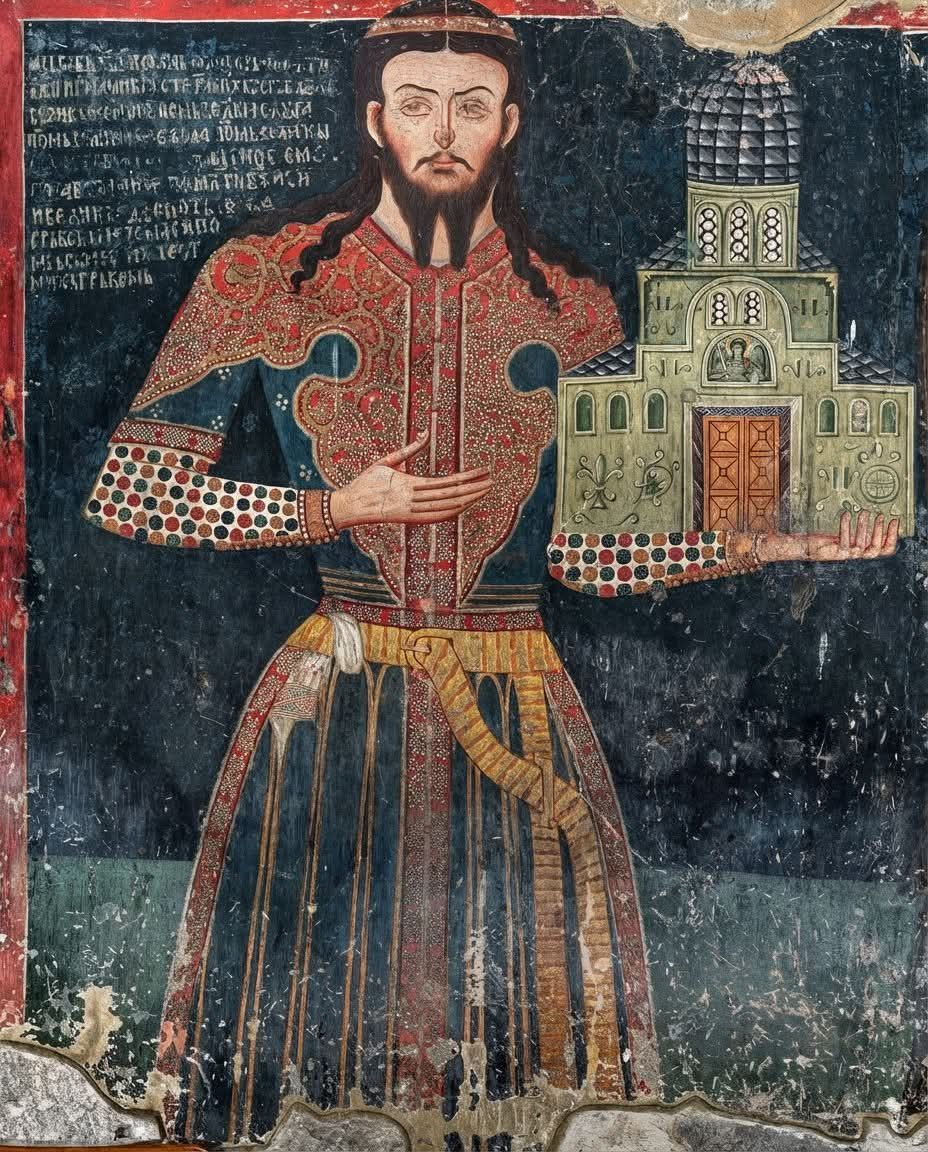
Sebastokrator Jovan Oliver, freska z kláštera Lesnovo